# Uliocnemis partita
Uliocnemis partita är en fjärilsart som beskrevs av Walker 1861. Uliocnemis partita ingår i släktet Uliocnemis och familjen mätare. Inga underarter finns listade i Catalogue of Life.